# Eunoe yedoensis
Eunoe yedoensis är en ringmaskart som beskrevs av McIntosh 1885. Eunoe yedoensis ingår i släktet Eunoe och familjen Polynoidae. Inga underarter finns listade i Catalogue of Life.